# Circonscription électorale de Kōchi
La circonscription électorale de Kōchi (高知県選挙区, Kōchi-ken senkyo-ku) est une ancienne subdivision électorale de la Chambre des conseillers du Japon, représentant la préfecture de Kōchi. Deux conseillers y étaient élus au scrutin uninominal majoritaire à un tour.
En 2015, elle est fusionnée avec la circonscription électorale de Tokushima pour former la circonscription électorale de Tokushima-Kōchi.

## Conseillers
| Série 1 (1947 : 1er, mandat de 6 ans) | Série 1 (1947 : 1er, mandat de 6 ans) | Élection                  | Série 2 (1947 : 2e, mandat de 3 ans) | Série 2 (1947 : 2e, mandat de 3 ans) |
| ------------------------------------- | ------------------------------------- | ------------------------- | ------------------------------------ | ------------------------------------ |
|                                       | Kameshichi Nishiyama (ja) (PLJ)       | 1947                      |                                      | Tazō Irimajiri (ja) (PD)             |
| 1950                                  | Kameshichi Nishiyama (ja) (PLJ)       |                           | Tazō Irimajiri (PL)                  |                                      |
|                                       | Yutaka Terao (ja) (PL)                | 1953                      | Tazō Irimajiri (PL)                  |                                      |
| 1956                                  | Yutaka Terao (ja) (PL)                |                           | Akira Sakamoto (ja) (PSJ)            |                                      |
|                                       | Yutaka Terao (PLD)                    | 1959                      | Akira Sakamoto (ja) (PSJ)            |                                      |
| 1962                                  | Yutaka Terao (PLD)                    |                           | Shunji Shiomi (ja) (PLD)             |                                      |
| 1965                                  | Yutaka Terao (PLD)                    |                           | Shunji Shiomi (ja) (PLD)             |                                      |
| 1968                                  | Yutaka Terao (PLD)                    |                           | Shunji Shiomi (ja) (PLD)             |                                      |
| Takao Hamada (ja) (PLD)               | 1971                                  |                           | Shunji Shiomi (ja) (PLD)             |                                      |
| Yū Hayashi (ja) (PLD)                 | 1974,                                 |                           | Shunji Shiomi (ja) (PLD)             |                                      |
| Yū Hayashi (ja) (PLD)                 | 1974                                  |                           | Shunji Shiomi (ja) (PLD)             |                                      |
| Yū Hayashi (ja) (PLD)                 | 1977                                  |                           | Shunji Shiomi (ja) (PLD)             |                                      |
| Yū Hayashi (ja) (PLD)                 | 1980                                  | Kanzō Tanigawa (ja) (PLD) |                                      |                                      |
| Yū Hayashi (ja) (PLD)                 | 1983                                  | Kanzō Tanigawa (ja) (PLD) |                                      |                                      |
| Yū Hayashi (ja) (PLD)                 | 1986                                  | Kanzō Tanigawa (ja) (PLD) |                                      |                                      |
|                                       | Ruriko Nishioka (ja) (PSJ)            | Kanzō Tanigawa (ja) (PLD) | 1989                                 |                                      |
| 1992                                  | Ruriko Nishioka (ja) (PSJ)            |                           | Sadao Hirano (ja) (Ind.)             |                                      |
|                                       | Kōhei Tamura (ja) (Ind.)              | 1995                      | Sadao Hirano (ja) (Ind.)             |                                      |
| 1998                                  | Kōhei Tamura (ja) (Ind.)              |                           | Hiroyuki Morishita (ja) (PLD)        |                                      |
|                                       | Kōhei Tamura (PLD)                    | 2001                      | Hiroyuki Morishita (ja) (PLD)        |                                      |
| 2004                                  | Kōhei Tamura (PLD)                    |                           | Hajime Hirota (ja) (Ind.)            |                                      |
|                                       | Norio Takeuchi (ja) (PDJ)             | 2007                      | Hajime Hirota (ja) (Ind.)            |                                      |
| 2010                                  | Norio Takeuchi (ja) (PDJ)             |                           | Hajime Hirota (PDJ)                  |                                      |
|                                       | Kōjirō Takano (ja) (PLD)              | 2013                      | Hajime Hirota (PDJ)                  |                                      |